# 1985 في جمهورية أيرلندا
فيما يلي قوائم الأحداث التي وقعت خلال عام 1985 في جمهورية أيرلندا.

## سياسة

### تعيين في المنصب
- 21 ديسمبر – ماري هارني نائب دييل.

### انتهاء فترة المنصب
- 21 ديسمبر – ماري هارني نائب دييل.

## مواليد

### يناير
- 22 يناير – جيسون كيلين لاعب كرة سلة أيرلندي.

### فبراير
- 20 فبراير – ألان أوبراين لاعب كرة قدم أيرلندي.[1]

### يونيو
- 8 يونيو – باري ميرفي لاعب كرة قدم أيرلندي.[2]
- 12 يونيو – كولين دويل لاعب كرة قدم أيرلندي.

### يوليو
- 21 يوليو – ديبورا بريا هنري

### أغسطس
- 20 أغسطس – ستيفن وارد لاعب كرة قدم أيرلندي.[3]

### نوفمبر
- 13 نوفمبر – جون أودونيل ملاكم أيرلندي.

## وفيات

### ديسمبر
- 4 ديسمبر – فريدريك بولاند (مواليد 1904) دبلوماسي أيرلندي.